# 이종원 (1953년)
이종원(李鍾元, Lee Jong Wong、1953년 ~ )은 일본에서 활동하는 한국의 정치학자이다.

## 약력
서울대학교 공대 재학 중 민청학련 사건에 연루돼 복역. 중퇴후 1982년 도일했다. 국제기독교대학 교양학부 졸업. 도쿄대학교 법학정치학연구과 정치학 전공 석사 과정 수료. 법학 박사 학위 취득. 도쿄대 법학부 조교, 도호쿠 대학 법학부 조교수, 릿쿄대학교 법학부 교수, 2012년 4월부터 와세다 대학 아시아 태평양 연구과 교수. 1998년부터 2000년까지 미국 프린스턴대학교 객원연구원. 아사히신문 아시아네트워크 객원연구원.

## 저서

### 개인
- 『東アジア冷戦と韓米日関係』（도쿄대 출판회, 1996년)

## 같이 보기
- 민청학련
- 와다 하루키
- 와세다 대학
- 와세다 대학 아시아 태평양 연구과
- 이해찬